# Белоборский заказник
Белоборский заказник — государственный комплексный природный заказник, расположенный на территории города Сыктывкара республиканского значения и подчиненной ему территории, в бассейне реки Вычегды (правый берег) и острова Нидзьяс. Находится в ведении Министерства природных ресурсов и охраны окружающей среды Республики Коми.

## История
Белоборский заказник был образован 26 сентября 1989 года, с целью сохранения природного комплекса средней тайги, включая животный и растительный мир среднего течения реки Вычегды и острова Нидзъяс. Общая площадь заказника — 9000 гектаров.

## Основные объекты охраны
- Природный комплекс тайги
- Животный и растительный мир среднего течения реки Вычегды и острова Нидзьяс
- Боровая и водоплавающая дичь
- Виды, включенные в Красную книгу Республики Коми: калипсо луковичная, прострел раскрытый (сон-трава), фиалка Селькирка, подъельник обыкновенный, венерин башмачок пятнистый.